# Samospráva
Samospráva je způsob řízení určitého celku, kdy daný subjekt o alespoň některých svých záležitostech rozhoduje sám autonomním způsobem, tedy „spravuje se sám“. Opakem samosprávy je výkon správy (rozhodování o určitých záležitostech) jiným, vnějším subjektem. Výhodou samosprávy je, že je blíže spravovanému subjektu než vnější a centrální řízení, a proto by měla být při zabezpečování lokálních či zájmově vymezených záležitostí efektivnější a levnější.[zdroj?] Samosprávu lze členit na územní a zájmovou.

## Druhy samosprávy

### Územní samospráva

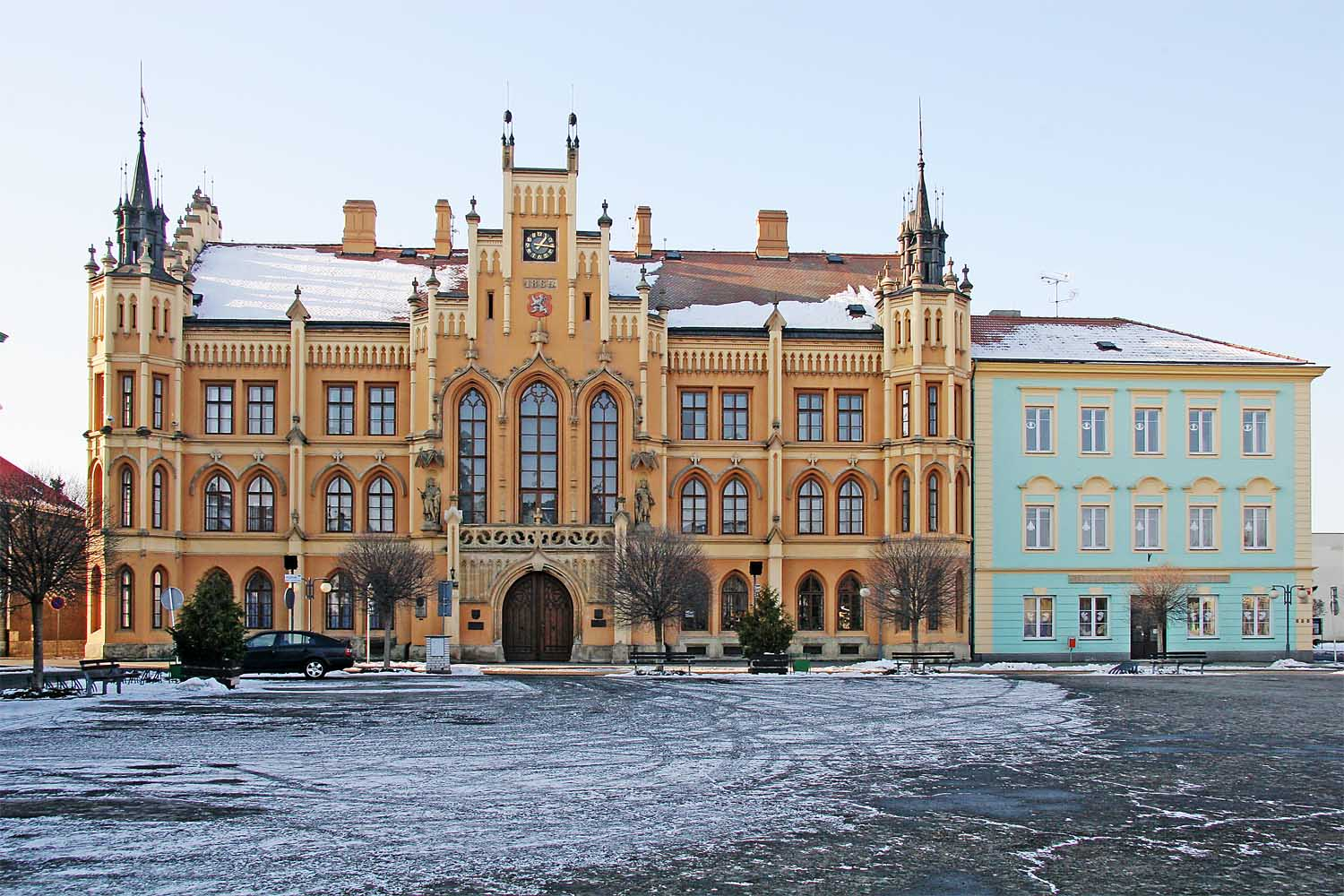
Novobydžovská radnice je centrem místní územní samosprávy, tedy obce Nový Bydžov

Územní samospráva je prostorově vymezený funkční celek, který je nadán právem sám rozhodovat o svých záležitostech. Příkladem územní samosprávy v České republice jsou obce jako základní územní samosprávné celky a kraje jako vyšší územní samosprávné celky. Jejich právo na samosprávu je zakotveno v Ústavě (hlava první: čl. 8, hlava sedmá: čl. 99–105) a dále je podrobněji vymezeno zejména v zákoně č. 128/2000 Sb., o obcích, a v zákoně č. 129/2000 Sb., o krajích. Samosprávné celky vytvářejí vlastní orgány, jejichž prostřednictvím je výkon samosprávy uskutečňován. Územní samospráva může vydávat podzákonné právní předpisy.
Forma rozsáhlé samosprávy, kdy jednotný čili unitární stát poskytuje určitým územím široké právo na samostatné rozhodování o vlastních záležitostech včetně zákonodárné kompetence, se označuje jako autonomie. Pokud určité území ve státě je též státem, tak již nejde o územní samosprávu, ale o složený stát čili federaci.

### Zájmová samospráva
Právo na samostatné rozhodování o vlastních záležitostech může být svěřeno i subjektům, které spojuje určitý společný zájem. V takovém případě se jedná o zájmovou či profesní samosprávu. Příkladem profesní samosprávy v České republice mohou být Česká advokátní komora, Česká komora architektů, Exekutorská komora České republiky, Notářská komora České republiky, Česká lékařská komora, Česká lékárnická komora či Česká stomatologická komora. Za zájmovou samosprávou je považována školní samospráva, jejímž prostřednictvím se na řízení školy podílejí žáci a jejich rodiče. Na veřejných vysokých školách samosprávu vykonávají členové akademické obce prostřednictvím jimi voleného akademického senátu a prostřednictvím dalších akademických orgánů.

### Věcná samospráva
Obce mohou dobrovolně vstupovat do svazků obcí či rad regionální soudržnosti.

### Samospráva státu
Ačkoliv státy – ať už monarchické, nebo demokratické – o svých záležitostech rozhodují a spravují si je samy, obvykle se slovem „samospráva“ neoznačují. Výjimkami jsou například Cookovy ostrovy a Niue, které se označují jako samosprávné státy přidružené k Novému Zélandu – v OSN nejsou členy, ale jen pozorovateli. Počátkem 50. let 20. století byl tlak na Belgii, aby přeměnila Belgické Kongo na samosprávný stát. Jako samosprávné se tedy obvykle označují spíše ty státy, které nejsou zcela suverénní.[zdroj?]